# Makak ásámský
Makak ásámský (Macaca assamensis) je úzkonosá opice z čeledi kočkodanovití (Cercopithecidae) a rodu makak (Macaca), která se vyskytuje v Asii. Popsal ji John McClelland roku 1840. Jde o téměř ohrožený druh, především kvůli ničení přirozeného prostředí a lovu. Jsou známy dva poddruhy.

## Výskyt
Makak ásámský se vyskytuje v Asii. Najít ho lze v podhůří asijských hor, například v Himálaji, je rozšířen od Indie a Nepálu až po jihovýchodní Čínu a Vietnam. K životu dává přednost lesům, žije ve výškách od 300 do 3500 m n. m., obyčejně se vyskytuje ve výškách kolem 1000 m n. m. Noc tráví na útesech kolem řek, kde makaky neohrožují predátoři.

## Popis a chování
Makak ásámský měří zhruba 43–73 cm, hmotnost se odhaduje na 5–15 kg, samci bývají větší než samice. Délka ocasu je individuální, měří od 14 cm do 46 cm. Srst má zbarvení od tmavohnědé nebo tmavočervené až do žlutohnědé, přičemž přední část těla je obyčejně světlejší. Obličej neporůstá srst. Jídelníček těchto opic tvoří především rostlinná potrava, jako je ovoce, pojídají však také větší hmyz, loví ptáky, z hnízd vybírají ptačí vejce. Tlupu tvoří 10 až 15 opic, někdy lze najít i skupinu o 50 jedincích. Mladí samci po dosažení pohlavní dospělosti opouštějí tlupu, aby neohrožovali vůdčí místo alfasamce. Postavení ve skupině si opice utužují přátelským probíráním srsti. Doba rozmnožování závisí na oblasti výskytu, zatímco v Nepálu se makakové rozmnožují v listopadu až prosinci, thajští makakové mají období říje kolem října až února. Samice připravenost k páření demonstrují pomocí zduřených sedacích partií. Po 158–170 dnech gravidity se samici narodí jediné mládě vážící asi 400 g.

## Ohrožení
Makak ásámský je dle Mezinárodního svazu ochrany přírody (IUCN) téměř ohrožený druh a jeho populace klesá. Nebezpečí představuje především ničení přirozeného prostředí a lov pro maso, sport nebo lékařský výzkum.
Makak ásámský je zapsán na seznam II CITES a chrání ho všechny státy, ve kterých se vyskytuje. Bylo zjištěno, že žije ve více než 40 chráněných oblastech jihovýchodní Asie.

## Poddruhy
Jsou uznány celkem 2 poddruhy:
- Macaca assamensis assamensis, McClelland, 1839
- Macaca assamensis pelops, Hodgson, 1841